# コッサーノ・ベルボ
コッサーノ・ベルボ（伊: Cossano Belbo）は、イタリア共和国ピエモンテ州クーネオ県にある、人口約900人の基礎自治体（コムーネ）。

## 地理

### 位置・広がり

#### 隣接コムーネ
隣接するコムーネは以下の通り。括弧内のATはアスティ県所属を示す。
- チェッソレ (AT)
- ロアッツォーロ (AT)
- マンゴ
- ロッケッタ・ベルボ
- サント・ステーファノ・ベルボ
- ヴェージメ (AT)

## 行政

### 分離集落
コッサーノ・ベルボには、以下の分離集落（フラツィオーネ）がある。
- Entracine (Trassino), Madonna della Rovere, Marchesini, San Bovo, Santa Libera, Scorrone